# Ghazi Ayadi
Ghazi Ayadi, né le 19 juillet 1996, est un footballeur international tunisien évoluant au poste de milieu de terrain.

## Biographie
Il participe à la Ligue des champions d'Afrique avec le Club africain. 
En mars 2017, le LOSC Lille soumet une offre d'achat d'un montant de 1,6 million d'euros qui est refusée par le Club africain.
Il est convoqué en sélection nationale pour deux matchs amicaux contre le Cameroun et le Maroc, prévus respectivement les 24 et 28 mars 2017. Il reçoit finalement sa première sélection en équipe de Tunisie le 27 mars 2018, en amical contre le Costa Rica (victoire 1-0).

## Palmarès
- Vainqueur de la coupe de Tunisie en 2017 et 2018 avec le Club africain